# Списак ликова серије Торчвуд
Ово је списак ликова из британске научнофантастичне телевизијске серије Торчвуд коју је створио Расел Т. Дејвис. Овај списак укључује главне, епизодне и важне гостујуће ликове. Главни ликови обично функционишу као тим, бранећи планету од ванземаљских и људских претњи. Серија је рађена у формату „чудовишта недеље” у току прва два серијала, а потом је усвојила формат на бази серијализованог приповедања током трећег и четвртог серијала, који садрже проширени епизодни састав споредних ликова.

## Преглед
| Лик           | Глумац            | Појављивања по сезонама | Појављивања по сезонама | Појављивања по сезонама | Појављивања по сезонама |
| Лик           | Глумац            | 1                       | 2                       | 3                       | 4                       |
| ------------- | ----------------- | ----------------------- | ----------------------- | ----------------------- | ----------------------- |
| Џек Харкнес   | Џон Бароуман      | Главна                  | Главна                  | Главна                  | Главна                  |
| Гвен Купер    | Ив Мајлс          | Главна                  | Главна                  | Главна                  | Главна                  |
| Овен Харпер   | Берн Горман       | Главна                  | Главна                  |                         |                         |
| Тошико Сато   | Наоко Мори        | Главна                  | Главна                  |                         |                         |
| Сузи Костело  | Индира Варма      | Главна                  |                         |                         |                         |
| Јанто Џоунс   | Гарет Дејвид-Лојд | Главна                  | Главна                  | Главна                  |                         |
| Марта Џоунс   | Фрима Еџимен      |                         | Главна                  |                         |                         |
| Рис Вилијамс  | Кај Овен          | Повратна                | Повратна                | Главна                  | Главна                  |
| Рекс Матесон  | Мекај Фајфер      |                         |                         |                         | Главна                  |
| Естер Драмонд | Алекса Хејвинс    |                         |                         |                         | Главна                  |
| Освалд Дејнс  | Бил Пулман        |                         |                         |                         | Главна                  |

## Главни ликови

### Џек Харкнес
Џек Харкнес, кога игра шкотско-амерички глумац Џон Бароуман, вођа је Торчвуда Три. Као некадашњем временском агенту рођеном у 51. веку, Џеку је временска агенција обрисала две године његових сећања, а затим је постао преварант који је деловао у 20. веку где је украо име „капетан Џек Харкнес”; његово право име је непознато. Пошто је упознао Деветог Доктора у серији Доктор Ху, Џек се променио, а након што је неко време провео као Докторов сапутник у путовању кроз време и простор пронашао је пут до Торчвуда у 19. веку. Проклет бесмртношћу након своје претходне пустоловине са Доктором, Џек је током векова повремено радио у Торчвуду да би на крају постао његов вођа на почетку 21. века, а потом је сам себи изабрао нову екипу. Због своје бесмртности, Џек је живео дуг живот у коме је сведочио губитку свог брата Греја, унука Стивена и бројних љубавника, и мушких и женских. Међу њима су били и Гвен Купер и Јанто Џоунс.

### Гвен Купер
Гвен Купер, коју игра велшка глумица Ив Мајлс, регрутована је у Торчвуд Три у премијерној епизоди серије, „Све се мења”. Као полицајка, чији је партнер био Енди Дејвидсон, Гвен у другом серијалу добија унапређење у заменика Торчвуда пошто је преузела контролу као вођа током Џековог одсуства. Упркос томе што је њихов однос био тестиран Гвенином неискреношћу, осећањима према Џеку Харкнесу и бурном афером са Овеном Харпером, Гвен и њен дечко Рис, са којим је живела, на крају се венчавају. Џек и даље има осећања према Гвен, али када се вратио и сазнао да се удала, разочарао се. Гвен је једно од двоје преживелих агената након уништења филијале Института Торчвуд у Кардифу, а крије се након рођења ћерке Анвен. Током Дана чуда она је у сукобу између својих дужности у Торчвуду и одговорности према ћерки и тешко болесном оцу.
Њена породица је генерацијама живела у Велсу, а Доктор (Дејвид Тенант) и Роуз Тајлер (Били Пајпер) указују да је Гвен у сродству са Гвинет (коју је такође тумачила Ив Мајлс) коју су упознали у Кардифу 1869. године у „Немирним мртвима”, због просторног генетског умножавања.

### Овен Харпер
Доктор Овен Харпер, кога игра енглески глумац Берн Горман, лекар је Торчвуда Три. Пошто је изгубио вереницу од ванземаљског паразита, капетан Џек препознаје Овенову генијалност и одлучност и доводи га у институт. Овен има много краткотрајних сексуалних веза са женама као што су Сузи Костело и Гвен Купер, али остаје углавном равнодушан према наклоности колегинице Тошико Сато. У 2. серијалу Торчвуда, Овена је убио Арон Копли, а пошто је васкрсао ванземаљском технологијом, остављен је у стању живе смрти. Варање смрти показало се краткотрајним јер је Овен наизглед испарио у таласу зрачења у завршници 2. серијала, „Излазне ране”.

### Тошико Сато
Тошико Сато, коју игра британска глумица јапанског порекла Наоко Мори, техничка је стручњакиња и специјалисткиња за рачунаре у Торчвуду Три. Лик се први пут појавио у епизоди Доктора Хуа „Ванземаљци из Лондона”, иако ово искуство није поменуто у Торчвуду све до њеног последњег појављивања у епизоди „Излазне ране”, где је откривено да је мењала екипног лекара Овена. Тошико је тиха, жестоко приватна и професионална. Као фантастичан геније регрутована је у "Торчвуд" пошто ју је затворила слична организација, UNIT, од које је украла планове израде за „сонични модулатор” у покушају да ослободи своју заробљену мајку. Радећи за Торчвуд Три, Тошико је усавршила уређај „Процепни манипулатор” за организацију. Током читаве серије, Тошико гаји осећања према Овену Харперу. Она признаје размере својих осећања на самрти док се Овен жалио што никада није успео да је позове да изађу што јој је обећао.

### Јанто Џоунс
Јанто Џоунс, кога игра велшки глумац Гарет Дејвид-Лојд, човек је за подршку Торчвуда Три. Његов посао у почетку укључује управљање операцијама чишћења у вези са разним активностима Торчвуда и обезбеђивање чаја и кафе, иако се његова улога касније проширује на пратњу тима на теренским задацима. Пошто је прешао у Торчвуд Три из главне филијале у Лондону (Торчвуд Један), Јанто је у почетку имао главну мотивацију да једноставно негде смести своју делимично кибер преображену девојку Лису Халет, која се касније ослободила и била уништена од стране тима у епизоди „Кибержена”. Јанто улази у сексуални однос са Џеком у првом серијалу, што наилази на помешане реакције осталих ликова. Овен га, на пример, карактерише као Џеков „крес са пола радног времена”. Јанто никада није стекао потпуну сигурност у вези са Џеком или својом сексуалношћу. Убрзо пошто је постао сигуран кад су означени као „пар”, убио га је вирус у четвртој епизоди серијала Деца Земље из 2009. године.

### Рис Вилијамс
Рис Алан Вилијамс, кога тумачи велшки глумац Кај Овен, епизодни је лик у прва два серијала и главни од трећег па надаље. Рис је у почетку представљен као Гвенин дечко са којим она живи, а како серија напредује, постаје свестан постојања ванземаљског живота и праве природе Гвениног посла. Њих двоје се венчавају у епизоди „Нешто позајмљено” и залажу се за везу засновану на истини. Када је влада покушала да убије Гвен Купер у серијалу Деца Земље, Рис одлази у бекство са тимом Торчвуда, помажући својој жени уместо четвртог члана екипе након смрти Тош и Овена. Иако би радије живео домаћим животом са Гвен и њиховом ћерком Анвен у четвртом серијалу, Рис поново мора да помаже Торчвуду — који више није званична владина агенција, већ група бегунаца — током четвртог серијала.

### Рекс Матесон
Рекс Матесон, кога игра амерички глумац Мекај Фајфер, теренски је агент ЦИА-е чија га истрага о Торчвуду доводи до тога да се придружи овој организацији пошто га је ЦИА издала. Рекс је одмах повезан са натприродним догађајем који спречава људе да умру; преживљава смртоносно рањавање у срце у првој епизоди Дана чуда. Како је био добро обучен у ЦИА-и, Рекс је био узрујан Џековом и Гвенином ад хок и понекад непрофесионалним приступом теренском раду, као и Естериним недостатком искуства. Он се спријатељио и ушао у везу са Вером Хуарез и згрожен је оним што јој се дешава. Како је серија напредовала, Рекс је омекшао према својим колегама, посебно према Естер коју није био вољан да жртвује на рачун света. Пошто се „Дан чуда” завршио, Рекс је био ужаснут открићем да је наизглед бесмртан на исти начин као и капетан Џек.

### Естер Драмонд
Естер Драмонд, коју игра америчка глумица Алекса Хејвинс, аналитичарка је која ради за Централну обавештајну агенцију (ЦИА) заједно са Рексом Матесоном, чијем начину живота као теренског агента романтично завиди. Пошто ју је истрага о Торчвуду довела до издаје од стране ЦИА-е, придружује се Торчвуду. Иако је била почетница на терену, она тиму доказује да је способна рачунарска аналитичарка и хакерка док истражују такозвано чудо које је спречило смрт свих људи на Земљи. Како је серијал напредовао, Естер такође учествује у тајним операцијама тима и у једном тренутку проводи два месеца у бекству са Џеком Харкнесом у Шкотској. На крају је погинула у Буенос Ајресу, као мера да се Рекс убеди да не преокрене чудо.

### Освалд Дејнс
Освалд Дејнс, кога игра амерички глумац Бил Пулман, бивши је учитељ; 2006. године у Кентакију је осуђен на смрт због силовања и убиства 12-годишње девојчице по имену Сузи Кабина. Његова једина одбрана за злочин била је да је „она требало да трчи брже”. Он је погубљен смртоносном инјекцијом у затвору у Кентакију. Иако је смртна казна извршена, Дејнс не умире захваљујући „Дану чуда”. Као осуђени убица и силоватељ деце, Дејнс наилази на оштре осуде од стране јавности, али јавно мњење почиње да се мења када је у сузама изразио кајање због својих злочина у једном телевизијском интервјуу. Пошто су му понуђени заштита и разоткривање, Дејнс прихвата понуду за заступање од Џили Кицингер и ужива у краткој медијској каријери. Дејнс је на крају убијен бомбом током врхунца „Дана чуда”.

## Споредни ликови

### Сузи Костело
Сузи Костело, коју тумачи Индира Варма, један је од главних ликова у првој епизоди, „Све се мења”. Сузи је заменица Торчвуда Три, огранка Института Торчвуд са седиштем у Кардифу. Она је истраживала део ванземаљске технологије, рукавицу која има способност да васкрсне створења која су недавно умрла, али само за кратко временско раздобље. Касније у епизоди се открива да је она убијала људе како би створила испитанике за рукавицу пошто је постала опседнута покушајима да она трајно функционише. Док признаје своје злочине Гвен Купер, спрема се да пуца у Гвен како би прикрила своје злочине, али је Џек стигао. Сузи пуца у Џеку у главу, али он устаје због своје бесмртности, а она врши самоубиство. У епизоди „Они настављају да убијају Сузи”, тим из Торчвуда је враћа у живот користећи Бодеж васкрснућа (који држи Гвен) и „Нож за живот”. Тиму непознато, ово је био део плана који је Сузи поставила неколико месеци пре своје смрти. Чини се да је трајно васкрсла и да не може бити убијена. Међутим, то је зато што рукавица наставља да преноси животну енергију између ње и Гвен. Сузи се осећа слабије у односу на Гвен и замерала јој што ју је „заменила” у свим областима, укључујући везу са Овеном Харпером. На питање шта је доживела док је била мртва, она у почетку тврди да се не сећа ничега осим таме, али касније каже Џеку да је осетила нешто у тами што долази по њега. Сузи обмањује Гвен да је ослободи из базе и потом убије рођеног оца. Изражавајући жаљење због Гвенине предстојеће смрти, али и даље вољна да је жртвује да би остала жива, Сузи наставља да црпи Гвенину животну енергију и остаје жива чак и пошто је Џек упуцао више пута, све док Тошико Сато није уништила рукавицу, прекинувши пренос енергије и коначно убивши Сузи још једном. Џек каже Јанту Џоунсу да запише вишеструке узроке смрти као „Смрт од Торчвуда”.
Сузи има главну улогу у роману Одавно мртви, преднаставку серијала Торчвуд: Дан чуда.

### Марта Џоунс
Др Марта Џоунс, коју игра Фрима Еџимен, лик је из серије Доктор Ху који се први пут појавио у Торчвуду у епизоди „Ресет”. Она је бивша сапутница Десетог Доктора у путовању кроз време и помогла је и њему и Џеку да избегну апокалиптичну будућност у епизодама Доктора Хуа „Утопија”, „Звук бубњева” и „Последњи од Господара времена”. У „Ресету” се открива да је Марта постала доктор медицине и медицинска службеница у агенцији за ванземаљске реакције UNIT. Након што је помогла Торчвуду да реши низ тајанствених смрти у околини Кардифа, она се укључује у помоћ тиму након смрти и васкрсења Торчвудовог доктора Овена Харпера у епизодама „Ходајући мртвац” и „Дан у смрти”. Поново сарађује са Џеком, Гвен и Јантом у епизодама Доктора Хуа „Украдена Земља” и „Крај путовања”, као и Торчвуд радио-драми „Изгубљене душе”. Креативни тим је првобитно намеравао да се Марта појави у трећем серијалу Торчвуда, познатом као Деца Земље, али Еџименова није била доступна.

### Енди Дејвидсон
Енди Дејвидсон, кога игра Том Прајс, бивши је полицијски партнер Гвен Купер и позорник полиције Јужног Велса у Кардифу. Прајс је потписиван као епизодни глумац у сва четири серијала. Енди се први пут појављује у премијерној епизоди Торчвуда, „Све се мења”, и поново се појављује на полу-редовној основи. Енди је био заљубљен у Гвен када су њих двоје радили заједно и још увек гаји осећања према њој. Иако никада није сасвим разумео функцију Института Торчвуд, он цени да Гвенин рад за ову организацију укључује „сабласне” ванземаљске ситуације и стога им верује. Када је његова оданост стављена на испит у Деци Земље, он стаје на страну Гвен уместо да следи владину процедуру. У Дану чуда, Енди је сада наредник и један од ретких људи који имају Гвенине контакт податке док се она крије. Касније је био приморан да помогне ЦИА-и у предаји ње Сједињеним Америчким Државама.

### Лиса Халет
Лиса Халет, коју игра Керолајн Чикези, представљена је у епизоди „Кибержена” као бивша радница Торчвуда 1 у Лондону и бивша девојка Јанта Џоунса. Утврђено је да је током „Битке код Канари Ворфа” Киберљудима било потребно више чета и да су почели директно да претварају људе уместо да пресађују њихов мозак у Кибер-шкољке. Лиса је била усред преобраћења када ју је Јанто спасио, одводећи је у систем подршке у Торчвуд 3 где ју је држао у подруму док није повратио њену људскост. Када је ослобођена из јединице, њена киберљудска персона је потврђена па је покушала да преузме Хаб како би га користила као базу за нову кибер-војску. Видевши колико далеко је Јанто отишао да је заштити, она пресађује свој мозак у тело достављачице пице како би могли да буду заједно. Још увек тврдећи да би обоје могли бити надограђени, њено ново тело пуца и убија остатак екипе из Торчвуда. Лисин наизглед дух се поново појављује у епизоди „Крај дана”, подстичући Јанта да отвори Процеп.

### Канибалистички сељани
Еван, Хелен и нећак Хју Шерман, које тумаче Овен Тил, Максин Еванс и Рис ап Трефор, становници су села са веома чудном традициј у епизоди „Countrycide”. Једном у десет година сељани једу све путнике који пролазе поред, кроз или до њиховог села. Тим Торчвуда је отпутовао у околину села како би истражио нестанке у том подручју, мислећи да би они могли бити повезани са Процепом. Када су увучени у замку коју су организовали сељани, открили су њихову узнемирујућу тајну. Када је очигледни вођа групе Еван на крају ухваћен и испитан, једини разлог који је навео да следи овај обичај био је тај што га је „то усрећило”.

### Мери
Мери, коју је тумачила Данијела Денби-Еш, појавила се у епизоди „Грци који носе дарове” као проститутка из 19. века. Пошто је побегла од једног од својих могућих клијената, Мери је у шуми наишла на ванземаљца (касније је откривена као Аркатинац). Ванземаљац је преузео Мерино тело и искористио га да преживи остатак 19. и 20. век. Аркатинац је касније искористио Мерино сачувано тело да заведе Тошико Сато.

### Дајен Холмс
Дајен Холмс, коју игра Луиз Деламер, први пут се појављује у епизоди „Ван времена”. Она је пилоткиња и рана феминисткиња из 1953. која је остала заробљена у 2007. години због Кардифског процепа. Она улази у везу са Овеном, а он се заљубљује у њу. Пошто је кратко остала са Овеном и признала му сопствену љубав, она се опрашта од избезумљеног Овена. Дајен одлеће у свом авиону, осећајући да ће се Процеп поново отворити за њу и одвести је на неко ново место. Дајен је виђена у флешбековима у епизодама „Борба”, „Капетан Џек Харкнес” и „Дан у смрти”. Поново се на кратко јавља Овену као визија коју је створио Билис у „Крају дана”, када је он рекао да ће учинити све што може да је спаси. Овај сусрет га оставља у сузама.

### Јуџин Џоунс
Јуџин Џоунс, кога игра Пол Чекер, појављује се у епизоди „Насумичне ципеле”. Када је био млађи, учитељ науке му је дао ванземаљско око. Како је растао, почео је да се занима за ванземаљце, приближавајући се Торчвуду неколико пута. Уопште нису обраћали пажњу на њега. Описан је као губитник, неуспех, штребер и обичан момак.
У садашњости, он је страдао у несрећи. Када открије да још увек „није нестао”, остаје са Торчвуд тимом, посебно Гвен, док су истраживали његов живот. Присећајући се своје прошлости, Јуџин се присетио како је једног дана покушао да прода око на eBay-у. Лицитација је порасла на 15.005,50 фунти, али су је двојица његових пријатеља заправо поставила, повећавши је само да би га развеселили. Претходна понуда је била само 5,50 фунти нижа, а Јуџин је био убеђен да је ванземаљац покушавао да врати око. Када му се око уклонило са тела, он накратко постаје чврст и спасава Гвен од надолазећих кола, а онда нестаје у јаком светлу.

### Капетан Џек Харкнес
Капетан групе Џек Харкнес из Краљевског ратног ваздухопловства (РАФ), кога игра Мет Рипи, појављује се у епизоди „Капетан Џек Харкнес”. Када су се Торчвудови Џек Харкнес и Тошико Сато врате у време у 1941. годину, упознају га и открију да је он прави капетан Џек Харкнес чије је име присвојио преварант познат као Џек.
Капетан Харкнес је млади Американац који служи као капетан групе у РАФ-овој ескадрили Орлова стационираној у Кардифу. Он је у хетеросексуалној вези, али се открива да га привлачи Торчвудов Џек. Током свог времена са Џеком и Тош, он је приказан као саосећајан човек који подржава Џекову причу о Тош која ради као декодерка за владу како би је заштитио од актуелних антијапанских предрасуда и да се повезује са Џеком због њихове заједничке туге због одговорности да буду сведоци смрти оних до којих им је стало док они преживљавају. Узнемирен је због идеје да је жена са којом се забавља док је стациониран у Кардифу заљубљена у њега, не желећи да покуша нешто више. После извесне неодлучности, и пошто је Торчвудов Џек наговестио да ће ускоро умрети, он на крају скупља храброст да заплеше са Торчвудовим Џеком пред групом војника и њихових гостију. Пре него што се Торчвудов Џек вратио у садашњост, њих двојица су се страствено пољубили. Следећег дана, капетан Џек Харкнес је погинуо борећи се са немачким ловцима. У садашњости, Тош теши Торчвудовог Џека, говорећи му да би капетан Џек из 1941. био поносан што је узео његово име, носећи га док спасава свет.

### Билис Менгер
Билис Менгер, кога је играо Мари Мелвин, главни је антагониста првог серијала. Има способност да се креће кроз време и да се телепортује по својој вољи, У епизоди „Капетан Џек Харкнес” појављује се као управник плесне сале из 1941. године, а у садашњости остаје њен чувар, наводно сарађујући са Гвен када је она посетила ово сада напуштено место у потрази за Џеком и Тошико. Међутим, он минира Тошикине планове у 1941. да пошаље другу половину једначина потребних да се она и Џек безбедно врате у садашњост, тако што граби последњи део једначине. Међутим, фотографисао их је како би осигурао да ће их тим пронаћи у прошлости и да ће морати да отвори пукотину да би их спасио. У „Крају дана” поново се појављује, прво као привиђење Гвен, а затим у својој радњи „Шав у времену”, где открива да може да путује између епоха по вољи. Затим се убацује у базу Торчвуда, где рањава Риса Вилијамса и подстичући Гвен да још једном отвори процеп како би спасила животе осталих, међутим, ово потпуно отварање несвесно ослобађа Абадона. Неколико тренутака касније, чланови тима проналазе Менгера напољу, који им говори да је његов план све време био да ослободи Абадона који је био „окован под Процепом”, а потом је поново нестао.
Лик се враћа у спиноф роману Улице сумрака Гарија Расела, наизглед спонзоришући рекламу новоразвијеног подручја Кардифа. Током овог сусрета открива се да не само да је он међу запосленима Торчвуда упркос томе што му недостају било какви подаци о запосленима – његов отисак руке има потпун приступ у свим базама Торчвуда, али не постоји евиденција о његовом запослењу или специфичној улози у Институту – већ и да су његови поступци у ослобађању Абадона били у основи добронамерни, пошто је Абадон морао да заустави свесне честице познате као „Мрак” које би поквариле Торчвуд тим и натерале их да се окрену против Џека како би пронашли начин да искористе Процеп за приступ на напредну технологију. Уз помоћ Торчвуд тима, Менгер успева да победи Мрак, а последњи пут је виђен како одлази у возу са кутијом у којој се наизглед налази Абадонов пепео.
Мелвин је поновио улогу Билиса у неколико аудио-драма издавачке куће Big Finish.

### Капетан Џон Харт
Капетан Џон Харт, кога је играо Џејмс Марстерс, први пут се појављује у епизоди „Кис кис, бенг бенг” као одметнути временски агент и бивши партнер Џека Харкнеса, и професионално и сексуално. Био је на одвикавању од алкохола, дроге, секса и убиства. Капетан Џон Харт се појављује кроз Процеп користећи вортекс манипулатор како би потражио помоћ од Џека. У „Излазним ранама”, открива се да је капетан Џон спасао Џековог брата Греја од његових старих отмичара, али прекасно сазнаје да је Греј постао избезумљен током година.

### Бет Халоран
Бет Халоран, коју је играла Ники Амука-Бирд, појављује се у епизоди „Спавач”. Она је један од четири ванземаљска агента-спавача у Кардифу који припадају ћелији 114, али тога није свесна. Она и још троје су створени и добили су људске животе и сећања како би научили све што могу о људима пре него што је њено ванземаљско програмирање активирано, да започне напад на Земљу. Пошто је помогла тиму да пронађе последњег агента, претвара се да намерава да убије Гвен како би изазвала Торчвуд да је убије како једног дана не би доживела дехуманизацију своје ванземљаске свести. Као и сви спавачи њене врсте, Бетина рука може да се претвори у оружје налик оштрици и може да користи експлозивне направе. Поред тога, она поседује чврсто повезано заштитно поље силе (које такође пројектује лажне хуманоидне виталне елементе) и надљудску снагу. Према веб-страници Торчвуда, њено тело је ускладиштено у области криогенетике.

### Томи Броклс
Томи Броклс, кога је тумачио Ентони Луис, појављује се у епизоди „До последњег човека”. Он је војник из Првог светског рата са ПТСП-ом рођен 1894. године. Томи је доведен у притвор Торчвуда 3 и криоконзервиран је 1918. пошто их је његово будуће сопство упутило да тако ураде кроз временско клизање. Томи је кључан у заустављању ових временских промашаја. У неодређеној години у његовој будућности, делови 1918. и садашњости се укрштају, чиме прете да униште свет. Стога једном сваке године Торчвуд буди Томија да провери да ли је његово присуство потребно и да му пружи „дан напољу”.
Године 2008. је када ови догађаји коначно почињу да се одвијају. Како то почне да се дешава, Томи мора да буде враћен у своје време делујући као метафорички „шав у времену”, повлачећи целу 1918. назад тамо где јој је место. Међутим, током свог последњег дана, Томи се заљубљује у Тошико, што му чини одлуку још тежом. На крају је убеђен да то уради захваљујући Тошико која га је охрабрила да поправи процеп називајући га својим „храбрим, згодним јунаком” (цитирајући Томасове сопствене речи њој). Она не може да открије Томију да ће он бити једна од стотина жртава ратног шока погубљених због кукавичлука.

### Џералд и Харијет
Џералд Картер (Родерик Калвер) и Харијет Дарбишир (Шивон Хјулет) појављују се у флешбековима у епизоди „До последњег човека”, у којима истражују случај Броклеса 1918. године. Обучен за војну обавештајну службу, Картер касније постаје вођа Торчвуд Три у Кардифу. Дарбиширова је регрутована директно са Универзитета у Оксфорду (где је посматрала предавања физике) у Торчвуд Три. У епизоди се наводи да је Харијет умрла у 26. години. Према веб-страници Торчвуда, Картер је био страствени присталица ране „теорије процепа” и након контроверзног постављања на чело тима 1907. успео је да да донесе велике кораке. Међутим, након Харијетине смрти, Картер се осећао одговорним и повукао се на саветодавни положај до сопствене смрти 1942. године. Према интернет страници, Харијет је једна од значајних запослених чија се тела чувају у области криогенетике.

### Адам Смит
„Адам Смит”, ванземаљац који се храни и преживљава сећањима, појављује се у епизоди „Адам” и игра га Брајан Дик. Претходно заробљен у екстрадимензионалној Празнини, Адама је привукао тим Торчвуда због својих јединствених успомена и он бежи из Празнине кроз Процеп. За мање од 48 сати успео је да усади лажна сећања у чланове тиме, представљајући се као члан Торчвуда. Управо то веровање у њега омогућава му да преживи. Пратећи нагон преживљавања, Адам показује склоност да користи своје моћи рекреативно и злонамерно. Он пружа драстичну промену улога и Тошико, сада промискуитетној екстроверткињи који дели страствену везу са Адамом, и Овену, сада стидљивом штреберу са неузвраћеним осећањима према Тошико. Адам такође оживљава Џекова потиснута сећања на последње пријатне успомене на његову породицу пре очеве смрти и нестанка његовог брата. Као нуспојава таквог стварања нових сећања, друга сећања морају бити истерана из ума, што је довело до тога да Гвен потпуно заборави Риса. Када је Јанто прегледао свој дневник и открио да се Адам у њему не помиње, Адам покушава да побегне мучећи га лажним сећањима да је серијски убица, али је Џек прозрео ову лаж захваљујући свом познавању Јантове личности. Иако Адам покушава да запрети Џеку мењајући неколико његових срећних успомена на детињство, Џек се ипак суочава са Адамовим постојањем дајући свима у екипи 48-часовне таблете за амнезију. Заборављање Адама узрокује његову смрт и оставља тим у недоумици због губитка у последњих 48 сати.

### Греј
Греј, кога је као дете тумачио Итан Брук и Лаклан Нибор као одрасла особа, млађи је брат капетана Џека и главни антагониста другог серијала. На Греја се први пут алудира у премијерној епизоди другог серијала „Кис кис, бенг бенг”, када је Џеков бивши партнер Џон Харт рекао да је „пронашао Греја”. У епизоди „Адам”, Џекова сећања на брата открива ванземаљац са способностима мењања сећања. Џек се присећа да је пустио руку свог брата и да га је изгубио током ванземаљске инвазије у њиховој домовини на полуострву Боушејн, а тај поступак сматра за нешто најгоре што је икада урадио. Млади Џек (Џек Монтгомери) тражи Греја, али не може да га пронађе. Када је ванземаљац поражени, он каже Џеку да ће изгубити ова сећања на свог брата.
У епизоди „Фрагменти”, капетан Џон показује Џеку холограм Греја. Појављујући се у епизоди „Излазне ране”, Греј је оштећени лик који је претрпео животно мучење. Научивши окрутности од својих отмичара, Греј је постао осветољубиви садиста. Греј се враћа Џеку и открива да га криви за мучење које је претрпео током свог живота. У жељи да казни свог брата, Греј сахрањује Џека живог у Кардифу 27. године нове ере, стављајући га у трајни циклус смрти и васкрсења. У данашње време, Греј прави расуло широм Кардифа и убија чланицу Торчвуда, Тошико Сато, која је покушавала да спречи нуклеарну експлозију коју је Греј изазвао. Џек, кога је Торчвуд ископао у 19. веку и потом ставио у стазис, поново се појављује, опрашта Греју и тражи да његов брат учини исто. Греј одбија да опрости Џеку који жалосно хлороформише свог млађег брата. Џек ставља Греја у криогену комору, знајући да се можда никада неће пробудити.

### Арон Копли
Арон Копли, кога је тумачио Алан Дејл, вођа је огледне медицинске установе „Фарма” и појављује се у епизоди „Ресет”. Када је његова установа тврдила да је развила чудотворну супстанцу способну да излечи медицински неизлечиве болести као што су дијабетес и рак, екипа из Торчвуда истражује. Капетан Џек шаље Марту Џоунс, дозвољавајући Торчвуду да добије приступ Коплијевим документима. Откривено је да је ухватио ванземаљске примерке (међу којима су и огромни водени цвет и вивил) и користио њихове телесне течности да развије лек „Ресет”. Када је Копли открио да Марта то зна и да је и сама путовала кроз време и простор, он почиње да спроводи интрузивне тестове на њој, верујући да је путовање кроз време можда променило њене ћелије, што је учинило вероватније да ће преживети третман. Пошто је тим на крају спасао Марту, а рачунарски записи Фарме су обрисани и ванземаљци еутаназирани, Копли их прати напољу и потеже пиштољ на њу. Док је покушавао да смири Коплија, Овен Харпер је убијен. У чину освете, Џек пуца Коплију у главу.

### Девојчица
Скај Бенет игра тајанствену видовиту гатару, читачицу тарот карата која не стати, потписивану само као „Девојчица”. Изгледом подсећајући на девојчицу, она и у 19. и у 21. веку изгледа потпуно исто. У свом првом појављивању у епизоди „Мртвац који хода”, она шаље Џека у напуштену парохијску цркву Свете Марије где се налази друга Рукавица васкрснућа, али обећава да ће она донети даље компликације. Појављујући се по други пут у флешбеку из 19. века у епизоди „Фрагменти”, она прилази Џеку да прочита његове карте и говори му да ће морати да сачека цео век пре него што поново сретне Доктора.
Према подацима ТАРДИС-а, Девојчица би заправо могла бити Фејт, девојчица која је живела и умрла у 14. веку и која је поменута у „Мртвацу који хода”.

### Хенри Паркер
Хенри Паркер, кога је играо Ричард Брајерс, старији је сакупљач ванземаљских артефаката у епизоди „Дан у смрти”. Након смрти супруге постао је јако повучен, чувајући своју кућу уз ангажовано обезбеђење. Торчвуд га описује као „углавном безопасног” и пореди са Хауардом Хјузом. До 2008. Паркер умире од престанка рада срца, претрпевши три срчана удара и неуспешни бајпас. Престрављен од смрти, активирао је артефакт Пулс, поневши га у свој кревет верујући да је то средство за лечење. Пошто је овај уређај давао чудна очитавања енергије, Торчвуд шаље технички преминулог Овена Харпера да заобиђе Паркерово обезбеђење и интервенише. Током разговора са Харпером, Паркер је открио знање о тиму Торчвуда Три и поменуо свој страх од смрти. Убрзо пошто је Овен деактивирао Пулс, Паркер је умро природном смрћу. Харпер је покушао вештачким дисањем да одржи човека у животу, али није успео да произведе дах да би то учинио.
Бен Росон-Џоус са веб-сајта  похвалио је Брајерсов „емотивни приказ” Паркера и сматрао да је његова сцена смрти посебно дирљива. Такође је коментарисао да је његов наступ у овој епизоди компензовао његов „бизарно претерани” наступ у серијалу Доктора Хуа, Рајски торњеви. Алан Стенли Блер са веб-странице Airlock Alpha приметио је да је Паркерова смрт „чудесно повукла све конце за овај лук у један коначан крај”, док је Ричард Едвардс из SFX-а сматрао да је његов лик „заслужио више времена на екрану”.

### Герент Купер
Герент Вин Купер, кога је играо Вилијам Томас, Гвенин је отац који се први пут појављује у епизоди „Нешто позајмљено”. Ожењен је Гвенином мајком Мери и живи у Свонсију. Био је на Гвенином венчању са Рисом и узнемирен што ју је видео трудну, а још више када му је она рекла праву природу свог посла. Покушао је да позове полицију када је ванземаљац који мења облик први напао, али је био спречен у томе јер је Торчвуд ометао телефонске линије. Упркос томе што су Гвен и Рис изјавили да у браку неће чувати тајне једно од другог, Џек Харкнес брише Герентова сећања на тај дан. Герент касније заборавља на ванземаљску трудноћу, фијаско на венчању и природу Гвениног посла, за шта његова ћерка осећа да је „тако најбоље”.
Између Деце Земље и Дана чуда Герент постаје деда беби Анвен и правилно му је испричано о Гвенином раду за Торчвуд. У „Новом свету”, првој епизоди Дана чуда, он је био жртва неколико срчаних удара, али не умире због „чуда” које погађа људе широм света. Гвен се враћа из скривања да га посети у болници и доживљава опречна осећања у вези са његовом тешкоћом. У „Бекству у ЛА” Рис несвесно шаље Герента у владин камп који је под контролом PhiCorp-а. У епизоди „Категорије живота”, он и Гвен проваљују у камп да спасу Герента, али њихов први покушај изазива још један срчани застој, побољшавајући његово стање које је одредила влада са друге категорије (свесни и живи) у прву категорију (без свести, а треба да буде спаљен). Гвен и Рис успешно спасавају Герента у „Средњим људима”. Два месеца касније, Гвен и Мери покушавају да сакрију Герента од владиних службеника у свом подруму, али он бива поново ухваћен у „Окупљању” и враћен у владин камп да буде спаљен. У „Крвној линији”, Гвен препричава сећање из детињства на свог оца, када је био окривљен за нестанак новца са свог посла. Жељна да помогне, Гвен је скупила џепарац, али јој је отац поверио да му смета чињеница да га људи сматрају непоштеним. Гвен се присетила овога као првог пута када је неко разговарао са њом као одраслом особом. Касније, уз помоћ Ендија, Рис добија приступ владином кампу и седи поред Герента док је „чудо” коначно поништено, дозвољавајући Мери да се опрости од свог мужа телефоном.

### Мери Купер
Мери Купер, коју је играла Шерон Морган, мајка је Гвен Купер и први пут се појавила у епизоди „Нешто позајмљено”. Пре њеног првог појављивања, Гвенина мајка је први пут поменута у епизоди „Ghost Machine”, када је Гвен поново проживљавала сећање на Риса и себе како се спрема да оде на Мерин шездесети рођендан. У епизоди „Нешто позајмљено” Мери делује избирљиво и тешко; она је упорна у приговарању свом мужу Геренту и у освајању поена против Рисове маме Бренде. Као и Герент, она је срећна због могућности да јој Гвен роди унуче јер верује да ће трудноћа шокирати Бренду. Иако Мери не зна природу Гвениног посла, она је ухваћена у пустоловину када јој је претио Ностровац који је преузео Брендин изглед. Упркос томе што су Гвен и Рис изјавили да неће чувати тајне једно од другог, Џек Харкнес брише Мерина сећања — као и она других сватова. Мери заборавља на догађаје на дан венчања, па и ванземаљску трудноћу своје ћерке, за шта Гвен сматра да је „најбоље решење”. Мери је поменута у епизоди Докотра Хуа „Украдена Земља”, у којој Гвен налаже Рису да каже њеној мајци да „попије таблете и оде да спава” током инвазије Далека.
У епизоди „Нови свет”, првој епизоди четвртог серијала Торчвуда, Мери прати свог мужа у болницу пошто је имао срчани удар и упознаје своју унуку Анвен. С обзиром да се Гвен крије, Мери сада зна чиме се у потпуности радила њена ћерка и тражи од ње податке о чуду. Када се Гвен предала у Сједињеним Америчким Државама, Рис и Анвен се селе код Мери и Герента. Пошто је Герент одведен у владин камп, Мери подстиче Гвенин спасилачки задатак. Касније је отета и држана као таокиња у покушају да натера Гвен да преда Џека Харкнеса. Међутим, породицу спасава нападачка екипа Јужног Велса предвођена наредником Ендијем Дејвидсоном, Гвениним бившим колегом. Мерино искуство опасно по живот доводи до тога да она каже Гвен да не одустаје и да „иде и похвата ту одговорну ђубрад”. У епизоди „Окупљање”, која се дешава два месеца касније, Мери је приказана како скрива свог мужа, сада прве категорије, од власти. Када је кућа у почетку претресена, Мери се расплакала пошто је била приморана да прибоде и угуши свог мужа како би га ућуткала. Када је кућа претресена по други пут, Мери је одбијен улазак и невољно потписује формуларе пуштајући свог мртвог мужа који је враћен у камп у припреми за спаљивање. Пошто је Рис добио хитну полицијску визу за посету кампу, а Гвен помаже да се оконча „Чудо”, Мери добија последњу прилику да се опрости од Герента.
Сценаристкиња серије Џејн Еспенсон повлачи аналогију између заплета четвртог серијала о Гвен и Мери који скривају Герента у подруму до животног стања које описује Ана Франк у свом дневнику. Иако коначна сцена опроштаја између Мери и Герента није садржала дијалог који се чуо, садржај њеног разговора био је део почетног сценарија за епизоду. Пишући за забавни део на AOL-овој интернет страници, Бред Тречак напомиње да га је веома забављао „изузетно британски цинизам” који је Мери приказала у епизоди „Нешто позајмљено”. Стивен Френк са веб-сајта AfterElton упоређује Мерин лик са „чврсто уздржаном Хелен Мирен” и такође хвали „мачкасто понашање” приказано у њеној интеракцији са Брендом. Патрик Малкерн из часописа Radio Times похвалио је причу о породици Купер у епизоди „Окупљање”, описујући сцене са Мери и Гвен које скривају Герента у подруму као „напете” и „дирљиве”.

### Ники Беван
Ники Беван, коју је играла Рут Џоунс, појављује се у епизоди „Adrift” као самохрана мајка несталог тинејџера, Џоне Бевана. Током полицијске истраге с њом се спријатељио Енди који се лично занимао за случај и упућује Џонин нестанак на Гвен Купер. Неспособна да пусти сина да оде, Ники проводи време опседнуто прегледавајући VHS касете са снимцима гомиле на великим догађајима, покушавајући да види свог сина. Она оснива групу за самопомоћ под називом Searchlight за породице изгубљених људи у Кардифу, која упозорава Гвен на чињеницу да су нестанци широко распрострањени. Гвен на крају лоцира Џону, остарелог и деформисаног у тајној болници за оне које је Процеп одвео, а затим вратио. Ники испрва пориче чињеницу да је овај човек Џона, али пошто је поменуо искуства из детињства, њих двоје се поново повезују. Међутим, због мучења ван света, Џона је луд и проводи двадесет сати дневно урлајући без престанка. Ники је ужаснута што не може да одведе сина кући због конвенционалне везе и криви Гвен, а потом одустаје и баца Џонине ствари.
Џејсон Хјуз са веб-блога TV Squad похвалио је емотивне сцене Ники коју је Гвен довела да види Џону и „трагични емоционални утицај” када је рекла Гвен да не чини исто ни једној другој породици. Сматрао је да је њена улога у наративу деловала као „двосмислен морал о знању насупрот незнању” и похвалио је сценаристу што није дао једноставан одговор.

### Алекс Хопкинс
Алекс Хопкинс, кога је тумачио Џулијан Луис Џоунс, бивши је лидер Торчвуда Три, чије је вођство окончано у новогодишњој ноћи 1999. када је побио цео свој тим и извршио самоубиство. Пре него што се убио, поставио је агента Џека Харкнеса за шефа Торчвуд Три, наградивши га за век одане службе. Пошто му је показана слика будућности, Алекс је осетио да је његов тим крајње неспреман да се носи са оним што ће доћи. Његове последње речи су прорицале да свет није спреман за промене кроз које је требало да прође у 21. веку. Према веб-страници Торчвуда, он је један од истакнутих запослених чија се тела чувају у криогеници заједно са целом његовом екипом. Интернет страница му такође у писму приписује заслуге за израду Торчвудовог теренца; његова замисао је била да се са стране напише „ТОРЧВУД”, упркос забринутостима да би то „угрозило стање [Торчвуда] као тајне квази-владине организације”.

### Алис Гапи
Алис Гапи, коју је глумила Ејми Менсон, била је запослена у Торчвуду Три крајем 19. и почетком 20. века. Она се појављује у флешбековима у епизодама „Фрагменти” и „Излазне ране” 1899. и 1901. године, у оба случаја са Џекове тачке гледишта. Она држи агресивне ставове Торчвуда у то време, хладнокрвно убијајући Надувану рибу у „Фрагментима”, а њено морално оправдање је да је то „претња Империји”. У „Излазним ранама” она и њен колега из Торчвуда, Чарлс Гаскел (Корнелијус Макарти), откривају Џека Харкнеса закопаног у Кардифу и замрзавају га у криогеном делу центра. Према веб-странци Торчвуда, она је једна од запажених радника чија су тела смештена у криогеном делу. Извод из дневника на интернет страници такође проширује причу о Гапијевој: регрутована од касније партнерке Емили Холројд, она је стављена у затвор јер је напала другу жену у вешерници. Холројдова је објаснила да је Гапијева изабрана због „вештина и јер се показала као лопов који би се боље искористио у шпијунажи; није само у питању [њена] прикривеност, већ [њен] став према насиљу.”

### Алис Картер
Алис Картер (рођена као Мелиса Морети; раније Сангстер), коју је играла Луси Коху, ћерка је Џека Харкнеса, рођена 1975. године. Алисино право име било је Мелиса Морети, али је 1977. стављена под дубоку покривеност. Њена прецизна историја је нејасна, али њена мајка је умрла 2006. године и свесна је бесмртности свог оца коју није наследила. Њен десетогодишњи син Стивен (Бер Макосленд) није свестан да је Џек његов деда већ верује да му је ујак. Иако се њихов однос донекле чини приврженим, Џек и Алис ретко имају контакт јер Алис не воли његов посао и подсећање да ће је надживети. Када је Џек покушао да искористи Стивена за своју истрагу у Торчвуду, Алис је то одбила. Пошто су она и Стивен искоришћени као таоци да би спречили Џека да се меша, она убеђује тим за црне операције, који је држи као затвореницу, да извуче Џека из затвора и затражи његову помоћ у поразу ванземаљца 456. Џек користи Стивена да убије 456, користећи га да пренесе резонантну учесталост која ремети таласну дужину 456. Џек је знао да ће Стивен умрети, али није видео другу могућност. Алисин однос са оцем се након тога потпуно распао.

### Рианон Дејвис
Рианон Дејвис, коју је тумачила Кејти Викс, сестра је Јанта Џоунса која живи са својим мужем Џонијем (Родри Луис) и децом Миком и Дејвидом. Рианон и Јанто су се удаљили након смрти њиховог оца, иако је Јанто посећује у покушају да добије приступ Мики како би могао да анализира узрок синхронизованог певања које утиче на децу света. Рианон одбија да пусти Мику да оде због родитељске бриге и омета Јанта тако што се занима за његову романтичну везу са Џеком Харкнесом. Рианон кућа је стављена под присмотру након покушаја владе да убије екипу Торчвуда, иако се Рианон касније искрала из своје куће и дала Јанту Џонијева кола и лаптоп како би он могао да спасе капетана Џека. Када су се школе затвориле трећег дана кризе, она почиње да брине о деци из комшилука, а њен муж Џони наплаћује „десет фунти по детету”. Јанто ју је звао пре него што се суочио са 456 и рекао јој да се влади не може веровати. Пошто је Јанто умро, Рианон лично посећује Гвен Купер, која јој објашњава Јантову смрт. Рианон је била избезумљена, али је следила Јантова последња упутства и уз помоћ Гвен и Риса одвела децу из комшилука у бекство од војске.

### Господин Декер
Господин Декер, којег је играо Ијан Гелдер, појављује се као инжењер и шеф технологије за МИ5 који је истраживао преносе „456” од када су први пут примљени. У првој епизоди трећег серијала, он се идентификује са Џоном Фробишером као „владина бубашваба”, неизабрани државни службеник који остаје у влади упркос променљивости изборног укуса. На Фробишерово питање да ли има породицу, Декер каже да је увек био превише заокупљен послом. Декер преживљава гасни напад у Thames Building-у (у којој су побијени многи припадници МИ5) тако што је у тренутку навукао одело за биолошку опасност, што је успех делимично олакшан чињеницом да не покушава да спасе друге. Када је пуковник Одуја (Чарлс Абомели) указао на његов опстанак, Декер каже да му је то успело тако што се једноставно повукао — „а та стратегија је функционисала целог мог живота”.
Побуњеничке снаге агенткиње Џонсон заједно са Џеком отимају га из његове лабораторије у Thames Building-у и одводе га у привремени штаб где бездушно помаже Џеку у склапању опреме за пренос неопходну за борбу против 456. Рањен је у ногу од стране агенткиње Џонсон, како се претпоставља, у тренутку фрустрације као одговор на његов непосредни песимизам у погледу супротстављања 456. Декер показује већу спремност да активно помогне у пројекту пошто су га подсетили на најновији и невиђени пренос са 456 — вриску која је убила Клемента Макдоналда, за коју Џек претпоставља да се може узвратити против њих. Он и Џек истовремено схватају да ће једини начин да то пренесу бити преко детета — убијајући га успут. Декер, несвестан да им је једино дете које им је на располагању Џеков рођени унук Стивен, у први мах изгледа узбуђено због ове могућности — „Центар резонанције — то дете ће се спржити!” али изгледа згрожено када је присуствовао догађају.

### Џон Фробишер
Џон Фробишер, кога игра Питер Капалди, представљен је као стални секретар Министарства унутрашњих послова и државни службеник задужен за догађај са 456. Фробишер има жену Ану и две ћерке школског узраста, Холи и Лили, које подсвесно преносе поруку 456 заједно са децом широм света. Помажу му Бриџит Спирс и Лоис Хабиба. Пошто је рекао Бриџит за 456, он јој даје досије са празним комадом папира. Спирсова зна шта то значи и откуцава имена четири особе које треба да буду убијене. Квартет је координирао предају дванаесторо сирочади 456 1965. године, у шта је био умешан и Џек Харкнес. Његов посао постаје све тежи када су сви око њега, међу њим и премијер Брајан Грин, почели да избегавају било какву одговорност за катастрофу која се одвија. Фробишер је представник изабран да се састане са 456 и преговара о њиховим захтевима, за које се открива да укључују предају дела светског дечијег становништва.
Премијер је наложио Фробишеру да јавно пошаље своје ћерке на вакцинацију (покриће за предају деце 456) како би дозволио влади да изгледа једнако рањива као и остатак света и да „спаси образ”. Напуштајући Даунинг стрит 10, он упућује Бриџит да потпише „Захтев 31” и донесе му га. Метална кутија садржи оружје и пун шаржер којим он убија своју породицу и себе — верујући да спасава своје ћерке од горе судбине.
Џона Фробишера не треба мешати са Фробишером, сапутником Шестог и Седмог Доктора који мења облик у разним спиноф медијима, који преферира облик пингвина.
Питер Капалди је раније глумио Луција Цецилија Јукунда у епизоди Доктора Хуа „Ватре Помпеје”, а касније и Дванаестог Доктора. Три лика су повезана по томе што је Џон Фробишер потомак Луција, према речима шоуранера Стивена Мофата, а Дванаести Доктор је подсвесно засновао свој изглед на Луцију.

### Бриџит Спирс
Бриџит Спирс, коју је играла Сузан Браун, појављује се у серијалу Деца Земље и лична је помоћница сталног секретара Министарства унутрашњих послова Џона Фробишера и неизмерно му је посвећена – јер су радили заједно тридесет година. Она даје Лоис Хабиби своје корисничко име и лозинку да Лоис може да помогне великом броју људи који се јављају, али Лоис то користи да сазна за Институт Торчвуд и Џека Харкнеса. Пошто је Фробишер испричао Бриџит о 456, он јој предаје досије са празним комадом папира. Бриџит разуме шта то значи и откуцава имена четири особе које треба да буду убијене, од којих је један бесмртни Џек Харкнес. Без Бриџитиног знања, Лоис гледа ову е-пошту и доводи у питање своју оданост. После забрињавајућег састанка са премијером, Фробишер упућује Бриџит да потпише „Захтев 31” и донесе му. Метална кутија садржи помоћно оружје и пун шаржер. У исто време, Бриџит потписује за контактна сочива која су заплењена од Лоис када је ова ухапшена због рада са Торчвудом. Бриџит посећује Лоис у њеној ћелији за притвор како би јој рекла да је Џон Фробишер био добар човек и да се тога треба сећати после онога што ће се догодити. Касније, пошто је 456 поражен, а премијер је спреман да окриви Американце за цео догађај, Бриџит открива да јој је Лоис рекла како функционишу контактна сочива Торчвуда и да је снимила све што је премијер рекао. Згрожена његовом тврдњом да су имали среће да за догађај имају неког другог, Бриџит обавештава премијера да је спремна да јавности открије његову умешаност. Наглашено је да ће ово бити искоришћено да се Грин скине са функције као освета за оно што је урадио и Фробишеру.

### Брајан Грин
Брајан Грин, кога је играо Николас Фарел, премијер је Уједињеног Краљевства који се појављује у серијалу Деца Земље. Није познато да ли је директно наследио Харолда Саксона (тј. Господара) или је неко други био на тој функцији између њихових влада. Користећи сталног секретара Министарства унутрашњих послова Џона Фробишера као жртвено јагње, Грин у почетку пориче било какву претходну британску умешаност са 456 1965. године како би осигурао уверљиву безбедност. Међутим, током преговора, 456 открива да је разлог због којег је одабрао Уједињено Краљевство да се искрца „незванично”, излажући Американцима и другима да британска влада покушава да сакрије претходни сусрет из 1965. где је дванаесторо деце дато 456 као „поклон” у замену за антивирус тренутном вирулентном соју. Четвртог дана, уместо да се супротстави 456, Грин запошљава свој кабинет да одлучи како да изабере 10% деце коју захтева 456.
Петог дана, он обавештава Џона Фробишера да, из веродостојних разлога за порицање, његова деца треба да буду укључена у „поклон” 456, што доводи до тога да господин Фробишер убије своју породицу и затим изврши самоубиство како би спречио присилно жртвовање своје деце. Пошто је капетан Џек победио 456, Грин и даље покушава да заштити своје политичке амбиције, покушавајући да окриви америчко мешање на политику британске владе. Међутим, Бриџит Спирс, која користи иста Торчвуд контактна сочива која је претходно користила Лоис Хабиба, прети да ће открити истину британској јавности. Министарка унутрашњих послова Дениз Рајли наговештава да може да оспори Гриново премијерско место након овога.

### Лоис Хабиба
Лоис Хабиба, коју је играла Куш Џамбо, млађа је помоћница Бриџит Спирс која почиње да ради у Министарству унутрашњих послова у канцеларији Џона Фробишера, на дан када 456 ступи у контакт са њима. Бриџит даје Лоис своје корисничко име и лозинку, али из радозналости Лоис их користи да сазна за институт Торчвуд и Џека Харкнеса пошто је примила телефонски позив од њега. Бриџит откуцава е-поруку са именима четири особе које ће бити убијене, од којих је једно Харкнес. Без њеног знања, Лоис је видела ову е-поруку и почела да доводи у питање своју оданост. Лоис одлучује да помогне Торчвуду и пошто је примила телефонски позив од одбегле Гвен Купер, Лоис одлучује да је упозна. Иако је забринута да ће починити издају другог дана, она даје Гвен и Рису начин да приступе затвору у којем је Џек затворен и била је задовољна када јој је Гвен понудила посао у будућности. Она такође, пошто је првобитно одбила, пристаје да буде шпијунка за Торчвуд, користећи контактна сочива са интегрисаним бежичним камерама, пошто је схватила озбиљност ситуације. На овом састанку она присуствује контакту између Земље и 456 и преводи говор 456 тако да Торчвуд може да покрије цео састанак.
Лоис је била присутна када је 456 захтевао 10% деце на Земљи и на каснијој седници кабинета где је сведочила себичним ставовима кабинета о критеријумима коју децу треба да узме 456 након неуспелог покушаја преговора. Радећи по Гвенином наређењу, она пристаје да се суочи са кабинетом објављујући да Торчвуд има снимке свега како би их натерала да не испоштују захтеве 456. Ухапшена је петог дана због шпијунаже. Из затвора помаже Бриџит Спирс да користи контактна сочива Торчвуда да обори владу премијера Брајана Грина, а касније је речено да ће бити пуштена из затвора.
Лоисин лик је креирао Расел Т. Дејвис да замени Марту Џоунс (Фрима Еџимен) када нису могли да је добију за трећи серијал. Он је описује као „неку фигуру налик Марти”, али ону којој недостају Мартина искуства и која је „ван њене дубине”. Редитељ Јурос Лин описује Лоис као „свакодневну девојку” и „невољну јунакињу” која се налази у сукобу интереса између помагања Торчвуду и послушности влади. Лин је такође упоредио њену улогу у наративу као сличну Роуз Тајлер и Гвен Купер, коришћених као замену за публику у Доктору Хуу и Торчвуду.

### Агенткиња Џонсон
Агенткиња Џонсон, коју је глумила Лиз Меј Брајс, вођа је екипе извршитеља за владу коју је Џон Фробишер доделио да се обрачуна са Торчвудом на почетку кризе 456. Као немилосрдна и ефикасна, она има мало времена за друштвене учтивости и одлучна је да свој посао обави ефикасно и успешно. Пошто је убила Џека пуцајући му у леђа, знајући да ће васкрснути, она користи ласерски резач да му подметне бомбу у стомак. Она није имала недоумице да убије др Рупеша Патанџалија, пошто је одбила да му промени идентитет. Џонсонова детонира бомбу у Џеку, покрећући уништење Торчвудовог хаба. Она касније проналази одбеглу Гвен, али Гвен јој буши гуме пуцањем и бежи. Пошто је Џонсонина екипа открила неколико делова Џековог одсеченог тела, она схвата да је његово тело још увек у стању да зацели па га је заточила у ћелији испуњеној бетоном. Пошто су Гвен и Јанто избили Џека из бетонске ћелије, она задржава Алис и Стивена Картера као осигурање од Харкнеса који ће објавити податке о 456. Када је Џонсонина екипа открила боравиште прегруписаног тима Торчвуда, она креће да се суочи са њима. Међутим, када јој је Гвен показала снимке владине издаје, она одустаје. У последњој епизоди трећег серијала она доводи у питање своју оданост држави након издаје и на подстицај Алис Картер ослобађа Џека Харкнеса из притвора да се бори против ванземаљаца. Уз помоћ Џонсонове и Декера, Џек успева да смисли начин да победи 456, али то захтева жртву његовог унука. Упркос њеној хладној и бешћутној природи, Џонсонова је искрено ужаснута Стивеновом свирепом смрћу.

### Клемент Макдоналд
Клемент Макдоналд, кога је играо Пол Копли, а као дете Грегори Фергусон, појављује се у серијалу Деца Земље. Године 1965. Клемент је једно од дванаесторо деце понуђених 456, али је остављен и задржава менталну везу са 456 када се врате четрдесет година касније. Некако је стекао видовитост и веома појачано чуло мириса, што му омогућава да открије предстојећи повратак 456 месецима пре догађаја приказаних у причи, друге претње и да утврди да је Гвен Купер трудна, а Јанто Џоунс квир. Пошто је већи део свог живота провео у институцији под именом Тимоти Вајт, трауматизован и мучен тиковима, Клемент долази у пажњу Торчвуда као једина одрасла особа која преноси поруке од 456, заједно са децом. Бежећи из институције када полиција стигне по њега, он је у почетку ухапшен због изазивања свађе у свом збуњеном стању, али га је покупила Гвен. Затим упознаје Џека Харкнеса и препознаје га као човека који је отпратио дванаесторо деце до 456 деценија раније. Клемента убија 456 када емитују резонантну учесталост која оштећује његов мозак. Харкнес касније успева да преокрене ову учесталост и употреби је против 456.

### Рупеш Патанџали
Рупеш Патанџали, којег је играо Рик Макарим, доктор је из Кардифа, пореклом из Честерфилда. Џека Харкнеса и Јанта Џоунса упознаје када су стигли у болницу да уклоне ванземаљца аутостопера од недавно преминулог пацијента. Пошто се заинтересовао за Торчвуд, Рупеш је кренуо у кардифски хаб. Гвен Купер, примећујући сличности између опхођења Торчвуда према Рупешу и њиховог првобитног опхођења према њој, унапређује себе у службеника за регрутацију и састаје се са Патанџалијем како би разговарала о могућности посла. Касније се открива да је Патанџалијево занимање за посао само параван. Пошто је намамио Харкнеса назад у болницу Сент Хелен са извештајем о чудној смрти, он се окреће против њега и пуца му у леђа, „убијајући” га. Открива се да је Патанџали радио по наређењу Џонсонове која је одлучила да постави бомбу у Харкнеса како би збрисала операцију Торчвуда. Џонсонова је прекорила Патанџалија када је изразио нелагодност због Харкнесове смрти, истичући да је убио пацијенткињу како би олакшао превару која је намамила Харкнеса према њој. Пошто се распитао шта ће бити с њим, Патанџали схвата да Џонсонова планира да га се реши. Док је бежао, упуцан је у леђа. Да би спасили Џека, Гвен и Рис се представљају као погребници који желе да преузму Рупешево тело у име његове породице.

### Дениз Рајли
Дениз Рајли, коју је играла Дебора Финдлеј, појављује се у трећем серијалу као британска министарка унутрашњих послова. Она се први пут појављује у епизоди „Четврти дан”, где предлаже да се 10% деце са најнижим успехом преда 456. Нико се не противи њеном избору и настављају с њим. Када су Џек Харкнес, Џонсонова и господин Декер убили 456, она је била сведокиња како је Брајан Грин рекао за себе да је „срећник”. Без знања Рајлијеве, Бриџит Спирс је наставила Лоисин рад на снимању састанака КОБРА-е. Након овога, рекла је Бриџит да је слободна да иде и да ће се побринути за Лоисино ослобађање. Наглашено је да је она преузела премијерску функцију.

### Џони Дејвис
Џони Дејвис, кога је играо Родри Луис, био је Рианонин супруг и Дејвидов и Микин отац. Био је схрван када им је Гвен Купер рекла да ће им деца бити одведена, па је повео побуну на улици и тиме дао Рианон, Гвен и Рису време да побегну у малу оронулу колибу. Било му је драго што његова деца нису повређена, али је био схрван Јантовом смрћу.

### Вера Хуарез
Др Вера Хуарез, коју је играла Арлин Тур, разведена је хируршкиња из Вашингтона која се појављивала између епизода „Нови свет” и „Категорије живота”. Промотивни материјали представили су је као „паметну, брзог говора и вредну рада” и подвукли да су је управо те карактеристике довеле до тога да буде део владиних истраживачких центара. Кроз свој посао она је била међу првима који су схватили последице „Дана чуда” и све више се сукобљавала са неспособним здравственим системом. Пошто је ушла у сексуални однос са Рексом Матесоном, она се удружила са тимом Торчвуда. Међутим, прва тајна истрага за групу јој је била и последња, јер је жива спаљена након неслагања са Колином Малонијем.

### Ноа Викерс
Ноа Викерс, којег је тумачио Пол Џејмс, колега је Естер Драмонд која је задужена да истражује ефекте које је „Дан чуда” имао на становништво. Када је Естерино откриће историје Торчвуда избрисано из њеног сећања, Ноин рад на проналажењу последњег Торчвудовог досијеа их покреће. Естер га погрешно усмерава када је покушала да побегне из централе ЦИА-е у којој обоје раде. Ноа се касније појављује у „Крају пута” где успоставља контакт са Естер и Рексом Матесоном, које је ЦИА сада помиловала након свргавања неколико издајника. У „Крвној линији”, Ноа покреће софтверски пакет за праћење који може да открије идентитет преостале кртице у ЦИА-и. Међутим, баш када је Ноа заједно са Аленом Шапиром открио Шарлотину дволичност, убија их бомба коју је она оставила на њиховом столу. Рекс касније успева да преузме ове податке преко шифре изведене из места где су он и Ноа некада заједно имали крофне. Пар Ноа и Шарлот привукао је поређења са Рексом и Естер. Пишући за TV.com, Тим Сарет описује Ноу као „Бизаро Рекса”, а Шарлот као „Бизаро Естер”.

### Шарлот Вилс
Шарлот Вилс, коју је тумачила Марина Бенедикт, колегиница је Естер Драмонд. У „Новом свету”, Вилсова се понаша као да је не занима Торчвуд и каже Естер да сва питања морају да иду преко Брајана Фридкина. Пошто је Естер истрага учинила траженом женом, успела је да побегне из ЦИА-е тако што је узела Шарлотину личну карту и преузела њен идентитет. У „Крају пута” Вилсова се враћа и разговара са Рексом и Естер преко видео везе, разговарајући о развоју догађаја са „Чудом”. Касније се открило да она ради као двострука агенткиња и такође је повезана са тајанственим плавооким мушкарцем који представља Породице. У епизоди „Окупљање”, Шарлот наставља да се понаша као кртица за Породице, а када је Рекс открио траг, она покушава да га одложи да истражује кратку причу рото-романа која је очигледно заснована на догађају у Малој Италији и каже му да је ДНК тест који би могао да пронађе потомке аутора био неуспешан. Касније, она прати Рекса до Буенос Аиреса – места повезаног са Благословом иза „Дана чуда” – када је он био на тајном задатку за Торчвуд и позива Породице. Она је детонирала бомбу у седишту ЦИА-е баш када су открили да је кртица. Експлозија убија Шапира и Ноу. Упркос њеним напорима да минира задатак, Торчвуд окончава „Чудо”. Док је присуствовао Естериној сахрани, Рекс добија податке који откривају да је Шарлот кртица. Шарлот се окреће и пуца у Рекса, а Џек Харкнес је убија.
У епизоди „Окупљање”, Шарлот спомиње недавни раскид са бившом девојком. Пишући за лезбејску блогерску страницу AfterEllen, Хедер Хоган описује овај додатни део карактеризације као делотворан у подсећању публике да су Три Породице „обични људи који живе поред нас”.

### Анвен Вилијамс
Анвен Вилијамс је ћерка Гвен Купер и Риса Вилијамса, која се први пут појављује у четвртом серијалу. Анвен је зачета три недеље пре догађаја серијала Деца Земље. Своје прве месеце проводи скривајући се са родитељима у дивљини јужног Велса. Она постаје део потере када убице дођу у кућу њених родитеља, а Гвен је приморана да се бори са Анвен у свом наручју. У епизоди „Бесмртни греси”, Анвен је заробљена заједно са Рисом и Мери и коришћена је као полуга за Гвен да окрене леђа Џеку Харкнесу. Међутим, дете је касније спасено интервенцијом нападачких снага јужног Велса предвођених наредником Ендијем Дејвидсоном. Сцена у Покривенима Гарета Дејвида Лојда је раније приказивала Гвен како држи бебу без имена и пола у наручју, док роман Прворођено, такође смештен пре Дана чуда, садржи причу у којој Анвен привлачи нежељену пажњу.
Продукцијски екипа је првобитно планирала да назове Гвенину ћерку Емили, али је име промењено у Анвен, пошто је ово име више велшко. Сценаристкиња Џејн Еспенсон сматрала је да дететово очигледно „надахнуће за акцију” функционише тако што „заправо изгледа да говори о Гвенином сопственом карактеру”.

### Џили Кицинџер
Џили Кицинџер, коју је играла Лорен Амброз, висока је извршна директорка за односе са јавношћу са неколико моралних скрупула уведених у епизоди „Излагање”. У почетку, она функционише као мање одвраћање пажње и противница протагонистима Торчвуда у улози представника педофила-убице Освалда Дејнса и тајанственог друштва за лекове „Фикорп”. Пред крај серијала, она се повезује са „Породицама”, главним негативцима који стоје иза натприродног догађаја „Дана чуда” и њен сопствени положај постаје јасан. Иако лик делује немилосрдно, представљена као особа „каменог срца”, Амброзова је видела амбицију свог лика као да показује и снажне личне квалитете. Иако су они за које ради поражени у последњој епизоди серијала, откривено је да је Џили преживела, остављајући будућност лика неизвесном.

### Лин Питерфилд
Лин Питерфилд, коју је тумачила Дичен Лакман, агенткиња је ЦИА-е који служи као антагониста тиму Торчвуда у епизоди „Излагање”. Кроз експозицију се открива да је једном била у сексуалној вези са Рексом Матесоном пре догађаја познатог као „Дан чуда”. Лин је послата да помогне у довођењу Џека и Гвен са аеродрома Хитроу, након што их је Матесон ухапсио. По наређењу Брајана Фридкина, Питерфилдова покушава да убије сада смртног Џека Харкнеса убацивањем арсена у његову колу. Међутим, њен план је осујећен када је Џек препознао отров, а Гвен и Рекс проналазе противотров. Гвен ју је онесвестила пошто је увредила њене способности и назвала је Енглескињом. Приликом доласка у Сједињене Државе, она покушава да победи Рекса у борби прса у прса када је схватила издају ЦИА-е. Међутим, он стиче предност и ломи јој врат. Због ефекта „Дана чуда” остала је жива, али са главом сада окренутом уназад.
Лакманина улога агенткиње ЦИА-е је откривена јавности заједно са Хејвинсином улогом Естер у јануару 2011. године. Лакманову је раније сценариста Кевин Бомонт предложио као кандидаткињу за улогу Естер. Сајмон Бру са веб-сајта  похвалио је Линину улогу негативке, наводећи у својој рецензији друге епизоде да је она „најзлокобнији лик којег смо срели у серији до сада, укључујући [Освалда] Дејнса”, поред специјалних ефеката у снимку њеног уврнутог врата. Насупрот томе, Дејв Голдер из SFX-а сматрао је да је преокрет у који је укључен њен лик на крају епизоде претрпео „случај да нико није знао на ком нивоу да га игра”.

### Брајан Фридкин
Брајан Фридкин, кога је играо Вејн Најт, високи је официр ЦИА-е и шеф Естер и Рекса. После „Дана чуда”, Естер помиње да се повезала са Рексом око Торчвудовог изручења у Сједињене Државе. Сазнавши да његова агенткиња Лин Питерфилд има сада смртног Џека Харкнеса, он наређује Лин да га убије, што она покушава да уради тровањем арсеном. Он је деценијама примао поруке из тајанствено непознатог извора представљеног симболом троугла. Фридкин касније организује намештање Естер Драмонд и Рекса Матесона у његовом покушају да се реши не само Торчвуда, већ и свих који су повезани са угашеном организацијом. Њих двоје беже, а Рекс се касније суочава са Фридкином у његовој кући у Вашингтону. Рекс узима Фридкинсов телефон и добија обавештење да је онај ко је звао Фридкина деценијама на Земљи. Рекс касније пуца поред Фридкинове главе, упозоравајући га да не оглуви од пуцња. Фридкин хвата екипу Торчвуда на имању Коласантове, али Рекс тајно ставља Гвенина сочива одашиљаче и вара Фридкина да призна свој рад за Породице. Фридкина хапси његов шеф Ален Шапиро. Он диже себе у ваздух након хапшења, као што су му Породице наредиле, уништавајући себе, једног од својих агената и Оливију Коласанто.

### Бред
Бред, кога је играо Дилон Кејси, шанкер је из Вашингтона. Појављује се у епизоди „Глуво доба ноћи”, у којој је Џек Харкнес посетио бар у којем он ради. Бред се поноси количином жетона за трезвеност које је уновчио након Дана чуда, напомињући да су се људи окренули алкохолу као одговор на бесмртност широм света. Када је Џек понудио дугме за сакупљање, Бред је био упоран да не оштети капут из Другог светског рата. Двојица мушкараца напуштају локал са намером да проведу ноћ заједно. Иако Бред није видео сврху у коришћењу заштите јер нико не може да умре, Џек га позива на ово уз напомену да полно преносива болест и даље може да изазове проблеме. Касније је виђен како спава поред Џека док Џек сипа виски и телефонира Гвен.
Једна од сцена између Џека и Бреда је цензурисана током емитовања серије у Уједињеном Краљевству, пошто је сматрана превише експлицитном за публику у ударном термину. Међутим, сцена је остала у целини у емитовању епизоде на Starz-у. Џејн Еспенсон, која је написала сценарио за епизоду, прокоментарисала је да је сексуални однос двојице мушкараца био Џеков метод „потврђивања живота”.

### Сара Драмонд
Сара Драмонд, коју је глумила Кендис Браун, сестра је Естер Драмонд. У епизоди „Глуво доба ноћи”, Естер наводи да је Сара, пошто је старија, увек имала задатак да се брине о њој, пошто није могла да се носи. У епизоди „Бекству у ЛА”, Естер проверава Сару да види како се она носи после „Чуда”. Сара одбија да отвори врата која су забарикадирана бројним бравама. Естер се плаши за Сарине две мале ћерке Мелани и Алис јер је Сара хипохондар и неће им дозволити да напусте кућу. Социјалне службе стижу на њену адресу и узимају Мелани и Алис на старање док Сара пролази психијатријску процену. У епизоди „Крај пута”, Естер разговара са Саром која се још увек налази на психијатријском одељењу под строгим надзором лекара. Она изражава мишљење да људи у новом свету више немају душе и делује жељна да добровољно пријави за себе и своју децу да постану прва категорија – односно да ефективно изврши самоубиство. Њено реаговање на стање ствари мотивисало је Естер да учини све да стане на крај „Чуду”. Након „Чуда”, Сара је виђена жива и здрава са својом децом на Естериној комеморацији.

### Елис Хартли Монро
Елис Хартли Монро, коју је тумачила Мер Винингам, измишљена је америчка политичарка и републиканска чланица Покрета чајанке, која се појављује у епизоди „Бекство у ЛА” као противница Освалду Дејнсу. Медицинска стручњакиња Вера Хуарез описује Монроову као градоначелницу малог града повезану са Чајанком, која „покушава да истакне своје име”. Она то чини покретањем контроверзног покрета „Мртво је мртво”, који верује да они који су требали да умру током „Дана чуда” нису ништа бољи од лешева. Њени снажни ставови и личност убрзо су на њу привукли националну пажњу. Она је на тренутак засенила Дејнсову јавну славу, укравши му један од ангажмана. Као одмазду, Дејнс покреће рекламни трик у болници у којој је требало да говори, чиме је скренуо пажњу са Монроове. Касније је отимају снаге које стоје иза „Дана чуда” и које је обавештавају да већ имају Дејнса и да им није потребна. Она је заробљена у смрсканом аутомобилу и напуштена на паркингу, али је још увек жива у олупини због дејства Чуда. Након њене „смрти”, на телевизији излази саопштење у којем се јавности открива да Монроова неће бити доступна да коментарише последња дешавања.

### Рођак
Рођак, којег је играо Крис Батлер, висококотирани је члан Три породице који надгледа локацију буеносајреског Благослова. У епизоди „Бекство у ЛА” он разговара са Елис Хартли Монро преко телефона док је њен аутомобил гњечио ауто-сабијач — са њом унутра. Он се физички појављује у епизоди „Крвно сродство”. Када су Рекс Матесон и Естер Драмонд стигли до места у Буенос Ајресу, ухваћени су од стране Рођака, а он разговара са њима и са Џеком Харкнесом, Гвен Купер, Освалдом Дејнсом, Џили Кицинџер и вођом фракције у Шангају преко телефона. Када су се Џек и Рекс спремали да жртвују сву своју крв да окончају Чудо, Рођак пуца у Естер, подсећајући Рекса да ће она умрети ако се Чудо заврши. Међутим, Гвен убеђује Рекса да настави према плану, па Џек и он окончавају Чудо. Пошто су оба места Благослова почела да се распадају, Рекс користи последњу снагу да баци Рођака у Благослов и он пада у смрт.

### Колин Малони
Колин Малони, кога је играо амерички глумац Марк Вен, појављује се у епизодама „Категорије живота” и „Посредници” као управник владиног кампа Сан Педро у Калифорнији. Агенткиње Естер Драмонд и Вера Хуарез наилазе на Малонија кад су отишле на тајни задатак у камп. Вера користи своје акредитиве медицинске комисије да се представља као инспекторка, иако ју је због расе Малони грешком заменио са ангажованом помоћницом. Упркос томе што је Вера указивала на оштру озбиљност стања, Малони изгледа да није саосећајан према болесницима у владином кампу, отворено исмевајући болесника Џорџа и узбуђен због посете Хилари Даф, а не Хилари Клинтон. Пошто је Вера схватила у каквим су ужасним, скученим и болесним условима болесници налазе и случајеве погрешне категоризације на Малонијевој дужности, она прети да ће га гонити због немара. Малони се бранио мањком буџета, упркос чињеници да је намеравао да потроши новац који му је дат и чини се да је преоптеречен у суочавњу са ситуацијом. После жестоке свађе, узима пиштољ чувара кампа Ралфа Колтрејна (Фредерик Келер) и два пута пуца у Веру. Он прикрива пуцњаву маскирајући је као звук гласног звецкања металних врата. Малони одлаже Верином тело тако што је спаљује живу у једном од модула владиног кампа, заједно са многим болесницима прве категорије који су још увек физички живи, али су правно мртви.
У епизоди „Посредници”, Малони, глумећи кривицу и панику, наставља да прикрива своју умешаност у Верину смрт, приписујући промену кошуље напорној партији бадминтона. Естер је упозорена на неку врсту неправде због његовог сумњивог понашања, али њени покушаји да стекне увид осујећени су одбацивањем њених приступа од стране њега и других бирократа. Када је Рекса заробио војни контингент кампа, Малони га посећује да би се уверио шта зна. Пошто је Рекс објаснио шта је видео Малонију, овај открива свој удео у догађају. Када је Рекс, попут Вере, покушао да му запрети кривичним гоњењем на основу злочина против човечности, Малони почиње да мучи Рекса тако што му оловком боде рану на грудима. Када их је Естер пронашла и открила Малонијеву издају, он намерава да је убије у ненаоружаној борби. Естер узвраћа тако што му вади очи и физичким ударцима га савладава пре него што га је задавила. Касније, када је Естер отишла по његове кључеве, Малони се опоравља и покушава да је још једном убије. Ралф, запрепашћен Малонијевим поступцима, стиже на време да га упуца, поново га онеспособи и тиме омогућава Рексу и Естер да побегну из кампа Сан Педро.

### Плавооки
Амерички глумац Теди Сирс играо је представника Торчвудових непријатеља, Три Породице, који је потписиван само као Плавооки. Први пут се појављује у епизоди „Категорије живота”, где обавештава Џили Кицинџер да су је због сарадње са Фикорпом и Освалдом Дејнсом приметили прави људи. Пошто су се Дејнс и Кицинџерова раздвојили у епизоди „Крај пута”, Плавооки се поново појављује и обавештава Китинџерову да је њена приправница издајица и убија је. Затим нуди Кицинџеровој унапређење у раду са Породицама на нивоу изван Фикорпа. Два месеца касније, он среће Кицинџерову на клупи у парку и каже јој да је њен рад цењен. Он јој даје нови идентитет Луси Стетен Мередит и обавештава је да ће бити послата у Шангај, где ће моћи да види истину иза Чуда. У епизоди „Крвна линија”, пошто се Чудо завршило, Кицинџерова прати Плавооког до парка у ком су се претходно срели. Он је обавештава да су Три Породице намеравале да Чудо буде „пробно” и да имају план Б који чекају да покрену.

### Анђело Коласанто
Анђело Коласанто, кога је тумачио италијански глумац Данијеле Фавили, први пут се појавио у епизоди „Бесмртни греси”. Анђело је одрастао као католик у приморском италијанском селу. Покушава да уђе у Америку преко острва Елис укравши визу Џека Харкнеса, али је био затворен и спреман да буде депортован назад у Италију. Саосећајући са Анђелом, Џек користи свој Вортекс манипулатор да би направио нову исправу о идентитету како би Анђело могао да уђе у Америку. Затим заједно изнајмљују собу у италијанској четврти Њујорка, где Џек заводи Анђела. Анђело је био у сукобу између своје вере и сексуалности. Иако Џек није први човек са којим је спавао, он је био први који је показао нежност према њему. Са Џеком је Анђело постао део плана за зарађивање новца продајом сакраменталног вина. Скоро одмах по добијању алкохола бивају киднаповани. Међутим, уместо да буде убијен, Џек убеђује њихове отмичаре да им дозволе да раде за њих, а од њих је затражено да пренесу кутију између два складишта. Пошто је убедио Џека да може да се носи са виђењем нових ствари, Џек је одлучио да Анђела учини својим сапутником на исти начин на који је Доктор узео њега за сапутника. У складишту, Џек је отворио кутију да би открио паразита на мозгу којег је Трикстерова бригада планирала да употреби на будућем председнику Френклину Д. Рузвелту, којег он уништава. Двојица мушкараца беже, али Џек је упуцан, а Анђело ухапшен.
Годину дана касније Анђело је пуштен из затвора и запрепашћен када је открио да је Џек жив када би требало да буде мртав. Џек га обавештава да је добио исту собу од претходне године и позива Анђела назад са собом. Анђело претпоставља да је Џек, зато што не може да умре, оличење ђавола и убада га. Када је Џек поново оживео, Анђело дозвољава да га одведу у месару, где га гомила људи више пута убија. Касније, Анђело ослобађа Џека и изражава кајање. Међутим, Џек више не верује Анђелу и оставља га. Године 2011. откривено је да је Анђело још увек жив и да има сазнања о томе како је Чудо почело. Захваљујући Џековим упозорењима о економским тешким временима будућности – укључујући крах на Волстриту 1929. – Анђело је успео да постане богат и живео је у вили у Невади. Откривено је да је био у савезу са „Породицама”, групом коју је формирао пакт између три мафијаша 1928. док је Џек више пута убијан и васкрсаван, али је његова веза са Породицама покварена јер оне нису одобравале Анђелову везу са Џеком – везу које се радо сећао и после венчања и добијања деце. Убрзо пошто је тим Торчвуда стигао на имање Коласантових, док се Џек опраштао од свог бившег љубавника, Анђело изненада умире − што је прва права смрт од почетка „Дана чуда”. Откривено је да је Анђело спасио ванземаљски генератор нул-поља из рушевина центра Торчвуда у Кардифу и дао да се инсталира испод његовог кревета. Нулто поље је пореметило морфолошко поље за које је Џек теоретисао да је одговорно за Чудо на том једном месту, омогућавајући Анђелу да умре природно.

### Оливија Коласанто
Оливија Коласанто, коју је тумачила Нана Визитор, унука је Анђела Коласанта, која се први пут појављује у епизоди „Бесмртни греси”. Оливија је умешана у заверу да отме породицу Гвен Купер да би је приморала да преда капетана Џека Харкнеса. Пошто су је Рекс Матесон и Естер Драмонд осујетили да зароби Џека, а наредник Дејвидсон спасио Гвенину породицу, Оливија открива свој адут – да ће Џек и даље поћи са њом јер може да га доведе до Анђела и тако му открије како је Чудо почело. Осма епизода „Крај пута” почиње тако што Оливија доводи Џека и његове сараднике из Торчвуда у вилу у Колораду, где она живи са својим дедом Анђелом, сада оронулим старцем у полу-вегетативном стању. Оливија наводи да, иако је Анђело волео своју жену, никада није заборавио на Џека и често би причао приче о њему. Она такође открива да је дошло до несклада између Анђела и Породица због његове везе са Џеком и јасно истиче повезаност Три породице са Чудом. Пошто је агент Шапиро стигао и похапсио одметнички контингент ЦИА-е, Оливија је такође ухапшена и смештена у теренско возило спремно за превоз. Међутим, њу је разнео контролор Брајан Фридкин пошто је детонирао експлозивну направу како су му породице наредиле.

### Ален Шапиро
Ален Шапиро, кога је глумио Џон де Ланси, први пут се појавио у епизоди „Крај пута” као високи званичник ЦИА-е. Пошто је Рекс Матесон сместио побуњеничком контингенту ЦИА-е на челу са Брајаном Фридкином користећи контактна сочива Торчвуда, Шапиро их хапси заједно са Оливијом Коласанто. Побеснео је пошто је Фридкин избегао испитивање тако што је разнео себе и друге отмичаре у комаде. Иако је помиловао Рекса и Естер, он остаје сумњичав према Џеку и Гвен, и депортује потоњу, док покушава да открије тајне дела Торчвуд технологије за коју Џек жели да остане тајна. Естер и Џек касније беже док се Рекс поново састаје са Шапиром у централној канцеларији ЦИА-е у Вашингтону.
Два месеца након догађаја из епизоде „Крај пута”, Шапиро и даље ради са Рексом на покушају да открије тајне иза Чуда. Упркос томе што је идентификовао неке издајнике у организацији, Шапиро остаје несвестан идентитета још једне кртице у организацији, наиме аналитичарке Шарлот Вилс, која тајно ради за Породице против истраге. Шапиро овлашћује Рекса да се упути у Аргентину да истражи оно за шта, а пошто је стигао у Торчвуд, верује да је антиподна геолошка веза између Шангаја и Буенос Ајреса Шапиро тада говори својим колегама из ЦИА да подрже Рекса из Вашингтона. Међутим, Шарлот ступа у контакт са аргентинским оружаним снагама и они изазивају експлозију за коју Шапиро верује да је убила Рекса и Естер, па он наређује Нои Викерсу да пожури коришћењем новог програмирања који може да открије присуство кртице дешифровањем свих комуникација. Баш када су открили Шарлотину издају, Шапиро и Ноа бивају разнети бомбом коју је Шарлот поставила.

### Мајка
Мајка, коју је тумачила глумица Френсис Фишер, појављује се као високорангирани члан Породица, главних антагониста Дана чуда. Она управља шангајским местом Благослова, џиновском пукотином која пролази кроз центар Земље између Шангаја и Буенос Ајреса. У епизоди „Окупљање”, Мајка се састаје са најновијом регрутом Породица, Џили Кицинџер, пошто је она стигла у Шангај и упознала ју је са Благословом. Она каже Џили да те Благослов „показује себи”, за шта она теоретише да је покушај Благослова да комуницира са човечанством. Она се распитује шта Џили види у Благослову и изгледа задивљено када је Џили видела само самоубеђење.
У епизоди „Крвна линија”, Мајка открива Џили да Породице намеравају да униште места благослова у Шангају и Буенос Ајресу како би спречила друге да се умешају и диктира наређења да се око места постави експлозив. Међутим, Џек, Гвен и Освалд успевају да се убаце тамо пре него што је то урађено. Мајка објашњава да Џекову крв привлачи Благослов због тога што су га Породице храниле његовом крвљу и да је то у комбинацији са морфолошким пољем човечанства довело до тога да људски род постане бесмртан. Она у танчине описује побуде Породица, које намеравају да дестабилизују људски род како би могле да преузму контролу и створе нови светски поредак. Схватајући да ће испуштање његове крви преокренути Чудо, Џек прети да ће то учинити, али му се Мајка смеје: Џекова крв би морала да уђе у Благослов са оба краја. Њена победа је прекинута када је Рекс на месту Благослова у Буенос Ајресу открио да му је Естер дала Џекову крв. Док Рекс и Џек пуштају крв у Благослов, место почиње да се потреса, што је навело Породице да се евакуишу. Док су Гвен, Џили и Џек бежали у теретном лифту, Мајка покушава да побегне, али ју је Освалд ухватио пре него што је детонирао свој прслук са експлозивом, након чега се цело место обрушило на њих.
Џејн Еспенсон препознаје Мајку као део „намерно вишеструког низа људских зликоваца”, која служи да покаже да серија „није прича о јединственој тачки зла” већ „колективном злу човечанства”. Мајка течно говори мандарински кинески; помоћник је био доступан на снимању да води Фишерин изговор.